# 48

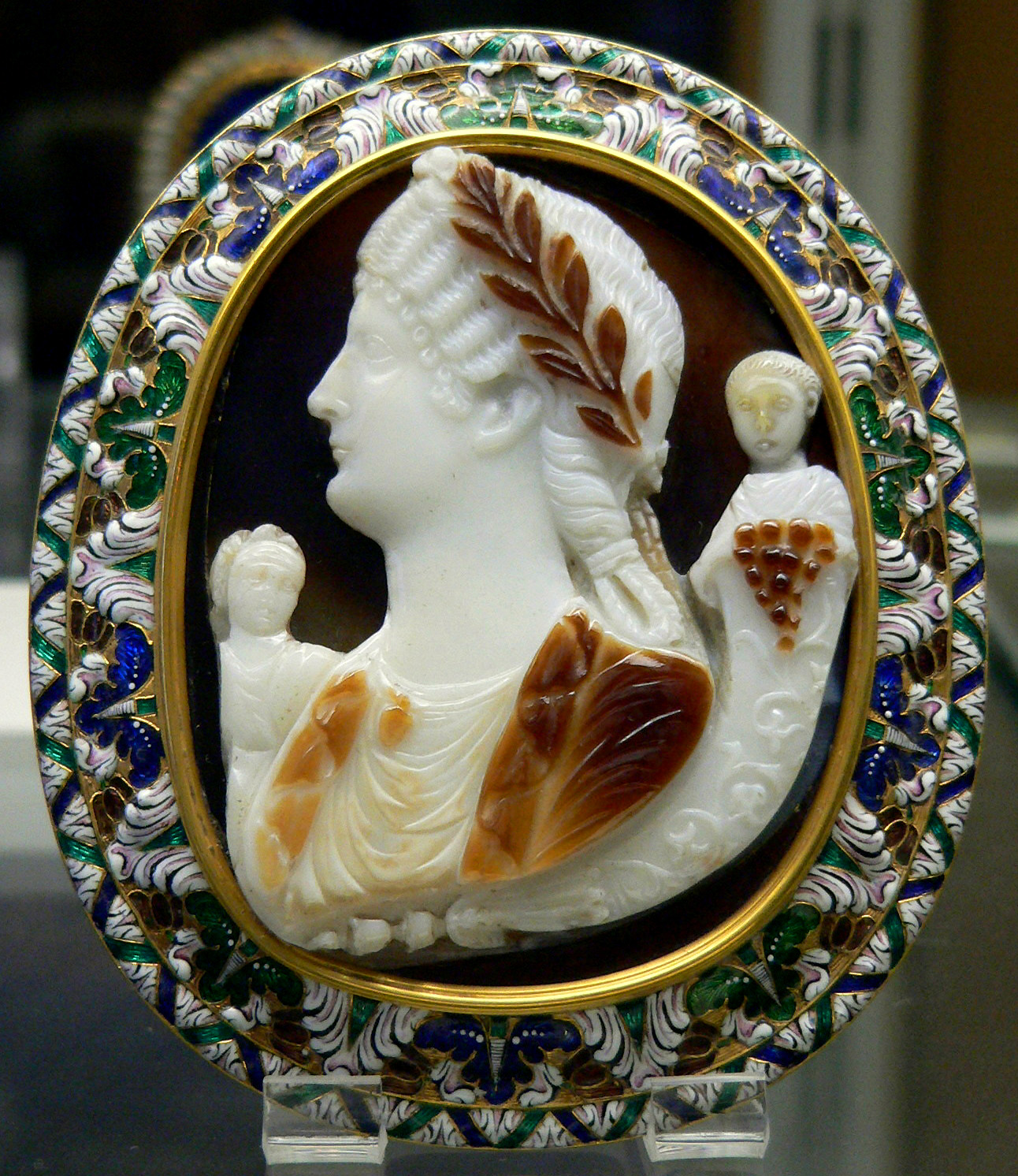
Valeria Messalina met haar twee kinderen Britannicus en Claudia Octavia

Het jaar 48 is het 48e jaar in de 1e eeuw volgens de christelijke jaartelling.

## Gebeurtenissen

### Romeinse Rijk
- Valeria Messalina, de vrouw van Claudius, huwt tijdens zijn afwezigheid met senator Gaius Silius. De keizer inspecteert de haven van Ostia en laat haar in de Tuinen van Lucullus executeren.
- De 32-jarige Aulus Vitellius Germanicus wordt door de Senaat benoemd tot consul van het Imperium Romanum.
- Claudius houdt een toespraak in de senaat, over de toetreding van Galliërs uit Gallia Comata tot de Senaat, waarvoor Claudius een vurig pleidooi houdt.

### Palestina
- Venditius Cumanus volgt Tiberius Julius Alexander op als procurator over Judea. Tijdens het Pesachfeest in Jeruzalem komen de Joden in opstand.

### China
- Keizer Han Guangwudi herstelt het gezag over de volkeren van Binnen-Mongolië. De Xiongnu moeten bij de Chinese Muur de rijksgrens bewaken.

## Geboren
- Ulpia Marciana, zuster van keizer Trajanus (overleden 112)

## Overleden
- Herodes van Chalkis, hogepriester en tetrarch (vazalkoning) van Chalkis
- Valeria Messalina (23), keizerin en echtgenote van Claudius